# Tatra banka
Tatra banka, a.s. — частный коммерческий банк Словакии, один из наиболее важных банков страны; дочернее предприятие австрийской компании Raiffeisen Bank International (владеет 78,57 % акций).

## История
В 1885 году на территории Словакии, входившей тогда в состав Австро-Венгрии, в городе Мартин был основан Верхне-венгерский банк Татра (словац. Horno-uhorská banka Tatra, нем. Oberungarische Bank Tatra) словацким предпринимателем Рудольфом Крупцом (словац. Rudolf Krupec). Первыми акционерами банка были несколько словацких выдающихся деятелей: адвокат и писатель Янко Есенский, врач и писатель Густав Цехентер-Ласкомерский, адвокат и политик Матуш Дула. Банк предоставлял кредиты словацким гражданам.
В 1918 году после образования Первой Чехословацкой Республики банк «Татра» стал крупнейшим словацким банком, в концерн которого стали включаться гостиницы и кинотеатры. В 1920 году он сменил название на «Tatrabanka». После Второй мировой войны он был национализирован, в 1946 году объединился с банком «Slovenská banka» в новый банк «Slovenská Tatrabanka». В 1950 году этот банк стал единственным по всей Словакии, покуда не вошёл в состав Státní banka Československá (Государственного банка Чехословакии). Формально представители Tatra banka заявляют, что вхождения и упразднения их банка не было. В 1990 году банк был снова восстановлен, но уже как частный. С января 1991 года он осуществляет свою операционную деятельность. До 2001 года центральным офисом банка было здание на набережной Ваянского, в 2001 году на площади Годжи был открыт новый Татра-центр, ставший головным офисом банка.
21 октября 2016 года в банк были переведены счета клиентов молодёжного онлайн-банка Zuno Bank, прекратившего свою деятельность в Чехии и Словакии. С 23 марта 2017 года, согласно Moody’s, кредитный рейтинг банка составляет A3 (прогноз «стабильный»). По состоянию на 1 января 2018 года в банке насчитывалось 106 филиалов, 16 бизнес-центров и 3500 сотрудников.
Банк предлагает современные услуги кредитования и управления активами, являясь одним из ведущих банков не только Словакии, но и всей Центральной и Восточной Европы. Аутентификация пользователей приложения Tatra banka, используемого для выполнения банковских операций, осуществляется с помощью обычного селфи (технология Digital Onboarding Toolkit — DOT).